# آریونا دیندن
آریونا دیندن (انگلیسی: Aruna Dindane؛ زادهٔ ۲۶ نوامبر ۱۹۸۰) یک بازیکن فوتبال اهل ساحل عاج است.
وی همچنین در تیم‌های ملی فوتبال ساحل عاج ساحل عاج بازی کرده‌است.